# Вейна (приток Озерны)
Ве́йна — река в Московской области России, правый приток Озерны. Протекает по территории Волоколамского и Рузского городских округов.
Берёт начало у деревни Чередово, впадает в Озернинское водохранилище к северо-западу от деревни Нововолково. На Вейне расположены деревни Матвейцево-1, Матвейцево-2, Малые Горки, Большие Горки.
Длина реки составляет 16 км, площадь водосборного бассейна — 64,9 км². Равнинного типа. Питание преимущественно снеговое. Замерзает в ноябре — начале декабря, вскрывается в конце марта — апреле. Живая быстрая речка протекает в окружении густых смешанных лесов, впадая в Озернинское водохранилище с его живописными берегами.
В июле 2020 года в реке утонул олимпийский чемпион по борьбе 82-летний Александр Иваницкий.